# Геберт (король Кенту)
Геберт (давн-англ. Heaberht, ? —785) — король Кенту у 764—785 роках.

## Життєпис
Походив з Вессекської династії. Син Еоппи та правнук Кутреда, короля Вессексу. У 764 році брав участь у поході Оффи, короля Мерсії, проти Західного Кенту. На той час Вессекс перебував під зверхністю Мерсії.
Після перемоги над королями Сігередом та Енмундом. Згадується в хартіях Еґберта II, короля Східного Кенту, та Оффи. Також є монети з ім'ям цього короля. Геберт карбував їх за аналогом каролінзького деньє (денарія) в Кентербері.
Під час свого панування спирався на мерсійську підтримку. У 776 році брав участь у битві при Отфорді на боці Мерсії проти Еґберта II. Результати битви достеменно невідомі. Втім більшість дослідників схиляються до думки, що мерсійське військо зазнало поразки, а Геберт змушений був тікати з країни.
Ймовірно зумів повернутися до влади у 779 році. Напевне за допомогою Оффи Мерсійського. У подальшому продовжив боротьбу проти Еґберта II, якого зумів здолати у 784 році, поставивши на трон Східного Кенту свого небожа Елмунда. Після смерті Геберта останній успадкував трон Західного Кенту.